# Kinema no Tenchi
Kinema no Tenchi é um filme de drama japonês de 1986 dirigido e escrito por Yoji Yamada. Foi selecionado como representante do Japão à edição do Oscar 1987, organizada pela Academia de Artes e Ciências Cinematográficas.

## Elenco
- Kiyoshi Atsumi - Kihachi
- Kiichi Nakai - Kenjiro Shimada
- Narimi Arimori - Koharu Tanaka